# Pedrocortesella rjabinini
Pedrocortesella rjabinini är en kvalsterart som beskrevs av Golosova 1980. Pedrocortesella rjabinini ingår i släktet Pedrocortesella och familjen Licnodamaeidae. Inga underarter finns listade i Catalogue of Life.